# Муча
Муча (итал. Muccia) насеље је у Италији у округу Мачерата, региону Марке.
Према процени из 2011. у насељу је живело 590 становника. Насеље се налази на надморској висини од 460 м.

## Становништво
| 1931. | 1936. | 1951. | 1961. | 1971. | 1981. | 1991. | 2001. | 2011. |
| ----- | ----- | ----- | ----- | ----- | ----- | ----- | ----- | ----- |
| 1.476 | 1.317 | 1.282 | 1.117 | 850   | 812   | 833   | 907   | 929   |